# Drosophila kokeensis
Drosophila kokeensis este o specie de muște din genul Drosophila, familia Drosophilidae, descrisă de Hardy în anul 1967. Conform Catalogue of Life specia Drosophila kokeensis nu are subspecii cunoscute.